# Краснояровское сельское поселение (Приморский край)
Краснояровское се́льское поселе́ние — сельское поселение в Пожарском районе Приморского края.
Административный центр — село Красный Яр.

## История
Статус и границы сельского поселения установлены Законом Приморского края от 7 декабря 2004 года № 191-КЗ «О Пожарском муниципальном районе»

## Население
| 2005 | 2010 | 2011 | 2012 | 2013 | 2014 | 2015 |
| ---- | ---- | ---- | ---- | ---- | ---- | ---- |
| 690  | ↘603 | ↘600 | ↗615 | ↗616 | ↘592 | ↘582 |
| 2016 | 2017 | 2018 | 2019 | 2020 | 2021 |      |
| ↘580 | ↘570 | ↗573 | ↘558 | ↘552 | ↘487 |      |

## Состав сельского поселения
В состав сельского поселения входят 3 населённых пункта:
| № | Населённый пункт | Тип населённого пункта       | Население |
| - | ---------------- | ---------------------------- | --------- |
| 1 | Красный Яр       | село, административный центр | ↘551      |
| 2 | Олон             | село                         | ↗38       |
| 3 | Охотничий        | село                         | ↗14       |

## Местное самоуправление
Администрация
Адрес: 692017, с. Красный Яр, ул. Ленинская, 28. Телефон: 8 (42357) 32-6-25
Глава администрации
- Петрова Галина Ивановна